# Love Ain't No Stranger
Love Ain't No Stranger è una power ballad del gruppo musicale britannico Whitesnake, estratta come singolo dall'album che ha portato il gruppo al successo negli Stati Uniti, ovvero Slide It In del 1984. Il singolo ha raggiunto la posizione numero 44 della Official Singles Chart nel Regno Unito e la numero 34 della Mainstream Rock Songs negli Stati Uniti.

## Composizione
Scritta dal cantante David Coverdale assieme al chitarrista Mel Galley, la canzone parte con un'introduzione di tastiere di Jon Lord, prima di lasciare il posto alla voce di Coverdale. Il pezzo mantiene un tempo lento fino a quando non entrano in scena chitarre e batteria, guidando il ritmo verso un sound più hard rock. Il ritmo ritorna più soffuso nella parte centrale ed alla fine della canzone. L'introduzione alle tastiere era stata originariamente composta per essere eseguita dalle chitarre. Il batterista Cozy Powell ha riferito a David Coverdale che Love Ain't No Stranger è la migliore canzone su cui abbia mai suonato la batteria.
La canzone è stata accolta ottimamente ed è rimasta per anni un punto fermo nelle scalette dei concerti degli Whitesnake. Eduardo Rivadavia del portale AllMusic ha descritto questa canzone come «una delle più grandi power ballad del decennio, senza escludere nessuna.»

## Video musicale
Per Love Ain't No Stranger è stato realizzato un videoclip che mostra gli Whitesnake mentre eseguono la canzone in un finto concerto, alternati a scene in cui si vede David Coverdale che corre appresso a una donna sconosciuta. Alla fine del video, Coverdale sale su un camion e abbraccia la donna, ma come si gira egli vede che questa si è scambiata con un'altra, mentre la donna originale è in piedi a terra. Il camion poi si allontana e Coverdale fissa la donna mentre scompare nella nebbia.
Nel video appare per la prima volta la nuova formazione degli Whitesnake, senza più Jon Lord alle tastiere, e con John Sykes alla chitarra e Neil Murray al basso.

## Tracce
Versione Liberty Records
1. Love Ain't No Stranger – 4:13 (David Coverdale, Mel Galley)
2. Slow an' Easy – 6:09 (Coverdale, Micky Moody)
3. Slide It In – 3:20 (Coverdale)

Versione Geffen Records
1. Love Ain't No Stranger – 4:13 (Coverdale, Mel Galley)
2. Guilty of Love – 3:19 (Coverdale)

## Formazione
- David Coverdale – voce
- John Sykes – chitarre
- Mel Galley – chitarre, cori
- Neil Murray – basso
- Jon Lord – tastiere
- Cozy Powell – batteria

## Classifiche
| Classifica (1984)             | Posizione massima |
| ----------------------------- | ----------------- |
| Regno Unito                   | 44                |
| Stati Uniti (mainstream rock) | 34                |